# دیار شهریاران
دیار شهریاران: آثار و بناهای تاریخی خوزستان عنوان کتابی از احمد اقتداری، نویسنده و تاریخ‌نگار ایرانی است. این کتاب که در سبک تاریخ‌نگاری نوشته شده‌است، به بررسی آثار تاریخی خوزستان می‌پردازد. این کتاب به زبان فارسی نوشته شده و نخستین بار در سال ۱۳۵۴ خورشیدی توسط انجمن آثار ملی به چاپ رسیده‌است. همچنین در سال ۱۳۷۵ انجمن آثار و مفاخر فرهنگی اقدام به تجدید چاپ این اثر کرده‌است.
این کتاب در ۲ جلد منتشر شده‌است و جلدهای اول و دوم از مجموعهٔ «آثار خوزستان» را تشکیل می‌دهد.